# Jeff Scott Soto
Jeff Scott Soto (Brooklyn, New York 4. studenoga 1965.) je američki rock pjevač portorikanskog podrijetla. Najpoznatiji je kao pjevač na prva dva albuma Yngwieja Malmsteena i (nakratko) glavni pjevač sastava Journey od 2006. do 2007. Soto je također pjevao kao glavni pjevač u sastavu Eyes. Dugo je bio frontman hard rock sastava Talisman. Danas radi je kao solo glazbenik, sa svojim samozvanim sastavom SOTO i kao pjevač super-sastava WET, Sons of Apollo i Trans-Siberian Orchestra.
Njegov stil seže od hard rocka do power metala, pod utjecajem klasičnih soul pjevača kao što je Sam Cooke, kao i Steve Perry iz Journeyja i Freddie Mercury iz Queena.

## Životopis
Godine 1982., nakon nastupa u nekoliko lokalnih sastava, Soto je snimio nekoliko pjesama kao glavni pjevač za sastavu Kanan. Godine 1984. Soto je pjevao je na debitanskom albumu virtuoznog gitarista Yngwieja Malmsteena Rising Force i njegov drugom albumu Marching Out objavljenom kasnije iste godine.
Soto je nastupao s raznim sastavima, uključujući Panther, Axel Rudi Pell, Eyes, Talisman, Takara, Humanimal, Human Clay, Kryst The Conqueror, Redlist, The Boogie Knights, Soul SirkUS i Octavision. Kao glazbenik gost, Soto je također bio prateći vokal glazbenicima kao što Lita Ford, Steelheart, Glass Tiger, House of Lords, Stryper i Saigon Kick.
Pjevao je i za izmišljeni sastav Steel Dragon, gdje su svirali Zakk Wylde, Jeff Pilson i Jason Bonham za soundtrack filma Rock Star zajedno s Michaelom Matijevićem iz sastava Steelheart, na kojem drugom albumu Soto je bio prateći pjevač.
Soto nastupio je na godišnjoj OIQFC 'Freddie Mercury Birthday Party' 2000. u Readingu u Velikoj Britaniji, gdje je izveo "Dragon Attack" s Brianom Mayjom. Od tada se Soto pridružio sastavu Spikea Edneyja, Spike All Stars, pratiocu sastava Queen. Soto se pojavio s Brianom Mayjom i Rogerom Taylorom na 'Hollywoodskoj stazi slavnih' za službeni međunarodni klub obožavatelja Queena. Godine 2012. Taylor je angažirao Sota kao jednog od četiri pjevača odabranih za službeni tribute sastav Queen Extravaganza. Sastav je osnovan putem internetskih audicija i uključuje Freddieja Mercuryja koji zvuči poput Marca Martela. Soto i pjevač Yvan Pedneault dodani su sastavu kako bi ojačali odabrane pjevače, u nastojanju da bolje uživo oponašaju pjesme sastava Queen. Međutim, Soto je sa sastavom odradio samo jednu turneju; nastavili su s manjom produkcijom i postavom.
Samostalni album Sota Damage Control objavljen je za Frontiers Records u ožujku 2012. Njegov drugi samostalni album SOTO objavljen je 30. siječnja 2015. Soto je sudjelovao u snimanju albuma kao suautor zajedno s Gusom G-om i ostalim članovima njegovog samostalnog sastava. Samostalni projekt ubrzo je prerastao u sastav pod imenom SOTO. Godine 2016. objavili su DIVAK na earMusicu. Nakon toga su bili na turneji, kao pomoćni sastav Winery Dogsima u svibnju 2016.
Godine 2015. Soto je snimio vokale za 13 Joela Hoekstre, pridonoseći albumu Dying to Live. Soto je na albumu pjevao kao vokal zajedno s Russellom Allenom na albumu.Godine 2018. SOTO je snimio svoj treći album Origami, objavljen u svibnju 2019.
Soto je objavio još jedan samostalni album, Retribution u studenome 2017. Početkom 2020. dovršio je svoj sedmi samostalnom albumu, a planirao je i izlazak live albuma u srpnju.
Godine 2020. objavljena su 2 samostalna albuma za diskografske kuće Frontiers Records, Jeff Scott Soto - Loud & Live In Milan 2019, snimljen uživo na godišnjem Frontiers Rock Festivalu i Wide Awake (In My Dreamland) koji je napisao i producirao Alessandro Del Vecchio.

### Talisman
Soto bio je jedan od osnivača sastava Talisman 1989. Bio je u sastavu do njihovog raspada 2007.
Talisman se ponovno okupio u prosincu 2019. kako bi snimio pjesmu posvećenu basistu Marcelu Jacobu na desetu godišnjicu njegove smrti.

### Journey
Godine 2006. Soto je zamijenio je Stevea Augerija u Journeyju nakon što Augeri napustio turneju zbog akutne infekcije grla. Nakon nekoliko mjeseci zamjene na turneji, Soto je službeno angažiran kao pjevač sastava u prosincu 2006, tamo je kratko ostao jer je izbačen iz sastava 12. lipnja 2007. Soto je na svojoj web stranici izjavio: "Čini se da su htjeli nešto drugačije od onoga što sam ja iznio. Bez izgubljene ljubavi, oni znaju što je najbolje za očuvanje njihove ostavštine." Kasnije je spomenuo da suradnja nije uspjela jer je bivši pjevač Steve Perry još uvijek bio je živ i hipotetski bi se mogao ponovno pridružiti sastavu, što je povrijedilo očekivanja obožavatelja zbog zamjene pjevača. Iako je službeno predstavljen kao glavni pjevač Journeyja, sastav nije spominjao Sota u novijim osvrtima i životopisima, potpuno ga preskačući za pjevača koji ga je zamijenio Arnela Pinedu.

### Trans-Siberian Orchestra
Soto se pridružio sastavu Trans-Siberian Orchestra kao pjevač na turneji 2008. Soto je cijelo vrijeme bio na turneji s grupom, izjavivši: "Bit ću dio Trans-Siberian Orchestra sve dok me budu imali."

### W.E.T.
Zajedno s članovima Work Of Arta i Eclipsea, Soto je osnovao W.E.T. Sastav, nazvan po inicijalima uključenog sastava, Sotov predstavnik Talisman, objavila je istoimeni debitanski album u studenome 2009. Godine 2013. izdali su drugi album Rise Up, a 2018. uslijedio je i treći studijski album Earthrage. Godine 2020. započeli su snimanje novog albuma.

### Sons of Apollo
U svibnju 2017. Soto se pridružio progresivnoj metal supergrupi pod imenom Sons of Apollo s Derekom Sherinianom, basistom Billyjem Sheehanom, bubnjarom Mikeom Portnoyjom i gitaristom Ronom "Bumblefoot" Thalom. Njihov debitanski album Psychotic Symphony objavljen je 20. listopada 2017. s Inside Out/Sony.
Nakon što su objavili live album 2019., Sons of Apollo objavili su svoj drugi album MMXX u siječnju 2020.

### Octavision
Godine 2020., zajedno sa svojim prijateljom iz skupine Sons Of Apollo Billyjom Sheehanom, Sotoa je pozvao armenski gitarist iz Glendalea, Kalifornija Hovak Alaverdyan da sudjeluje u njegovom progresivnome metal projektu Octavision. Tamo je Soto pjevao dvije pjesme - "Coexist" i "Apocalyptus". Album pod imenom Coexist objavljen je 29. prosinca 2020.

## Privatni život
Soto je rođen u Brooklynu, New York, njegova se obitelj preselila u Los Angeles kad bio je dijete. Mladost je proveo pjevajući, učeći trubu i klavijature.
Godine 2012. oženio se sa svojom dugogodišnjom djevojkom Elenom. Iz prethodnog braka, ima sina i dvoje pastoraka.

## Diskografija
Samostalni albumi
- Love Parade (1994.)
- Holding On EP (2002.)
- Prism (2002.)
- JSS Live at the Gods 2002 (2003.)
- Live at the Queen Convention 2003 (2004.)
- Lost in the Translation (2004.)
- Essential Ballads (2006.)
- B-Sides (2006)
- Believe in Me EP (2006.)
- Beautiful Mess (2009.)
- One Night in Madrid (2009.)
- Live at Firefest 2008 (2010.)
- Damage Control (2012.)
- Retribution (2017.)
- Wide Awake (In My Dreamland) (2020.)
- The Duets Collection, Vol. 1 (2021.)
- Complicated (2022.)

Yngwie Malmsteen
- Rising Force (1984.)
- Marching Out (1985.)
- Inspiration (1996.)

Kryst the Conqueror
- Deliver Us from Evil (1989.)

Eyes
- Eyes (1990.)
- Windows of the Soul (1993.)

Talisman
- Talisman (1990.)
- Genesis (1993.)
- Humanimal (1994.)
- Humanimal Pt. II (1994.)
- Five out of Five (Live in Japan) (1994.)
- Life (1995.)
- Truth (1998.)
- Live at Sweden Rock Festival (2001.)
- Cats and Dogs (2003.)
- Five Men Live (2005.)
- 7 (2006.)

Axel Rudi Pell
- Eternal Prisoner (1992.)
- Between the Walls (1994.)
- Black Moon Pyramid (1996.)
- Magic (1997.)

Takara
- Eternal Faith (1993.)
- Taste of Heaven (1995.)
- Eternity: Best of 93 - 98 (1998.)
- Blind in Paradise (1998.)

W.E.T.
- W.E.T. (2009.)
- Rise Up (2013.)
- One Live in Stockholm (2014.)
- Earthrage (2018.)
- Retransmission (2021.)

Trans-Siberian Orchestra
- Night Castle (2009.)
- Letters From the Labyrinth (2015.)